# ويليس بولك
ويليس بولك (بالإنجليزية: Willis Polk)‏ (و. 1867 – 1924 م) هو مهندس معماري من الولايات المتحدة الأمريكية.
توفي عن عمر يناهز 57 عاماً.

## أعمال بارزة
من أهم أعماله:
- Kezar Stadium
- Filoli.